# Rövidpályás gyorskorcsolya a 2006. évi téli olimpiai játékokon
A 2006. évi téli olimpiai játékokon a rövidpályás gyorskorcsolya versenyszámait a Torino Palavela stadionban rendezték február 12. és 25. között. A férfiaknak és a nőknek egyaránt 4–4 versenyszámban osztottak érmeket.
Magyarországot négy versenyző képviselte. Knoch Viktor az ötödik lett az 1500 méteres versenyszámban, ezzel 26 év után szerzett újra pontot egy magyar versenyző a téli olimpián. Pár nappal később a női 1500 méteres versenyen Huszár Erika a 4. helyen végzett.

## Részt vevő nemzetek
A versenyeken 24 nemzet 106 sportolója vett részt.
- Ausztrália (AUS) (6)
- Belgium (BEL) (2)
- Bulgária (BUL) (1)
- Csehország (CZE) (1)
- Dél-Korea (KOR) (10)
- Egyesült Államok (USA) (10)
- Észak-Korea (PRK) (2)
- Fehéroroszország (BLR) (1)
- Franciaország (FRA) (6)
- Hollandia (NED) (3)
- Hongkong (HKG) (1)
- Japán (JPN) (10)
- Kanada (CAN) (10)
- Kína (CHN) (8)
- Lengyelország (POL) (1)
- Lettország (LAT) (1)
- Magyarország (HUN) (4)
- Nagy-Britannia (GBR) (10)
- Németország (GER) (4)
- Olaszország (ITA) (9)
- Oroszország (RUS) (3)
- Románia (ROU) (1)
- Szlovénia (SLO) (1)
- Ukrajna (UKR) (1)

## Éremtáblázat
(A rendező nemzet csapata eltérő háttérszínnel, az egyes számoszlopok legmagasabb értéke, vagy értékei vastagítással kiemelve.)
| A 2006. évi téli olimpiai játékok éremtáblázata rövidpályás gyorskorcsolyában | A 2006. évi téli olimpiai játékok éremtáblázata rövidpályás gyorskorcsolyában | A 2006. évi téli olimpiai játékok éremtáblázata rövidpályás gyorskorcsolyában | A 2006. évi téli olimpiai játékok éremtáblázata rövidpályás gyorskorcsolyában | A 2006. évi téli olimpiai játékok éremtáblázata rövidpályás gyorskorcsolyában | Olimpia  |
| ----------------------------------------------------------------------------- | ----------------------------------------------------------------------------- | ----------------------------------------------------------------------------- | ----------------------------------------------------------------------------- | ----------------------------------------------------------------------------- | -------- |
|                                                                               | Ország                                                                        | Arany                                                                         | Ezüst                                                                         | Bronz                                                                         | Összesen |
| 1.                                                                            | Dél-Korea (KOR)                                                               | 6                                                                             | 3                                                                             | 1                                                                             | 10       |
| 2.                                                                            | Kína (CHN)                                                                    | 1                                                                             | 1                                                                             | 3                                                                             | 5        |
| 3.                                                                            | Egyesült Államok (USA)                                                        | 1                                                                             | 0                                                                             | 2                                                                             | 3        |
|                                                                               |                                                                               |                                                                               |                                                                               |                                                                               |          |
| 4.                                                                            | Kanada (CAN)                                                                  | 0                                                                             | 3                                                                             | 1                                                                             | 4        |
| 5.                                                                            | Bulgária (BUL)                                                                | 0                                                                             | 1                                                                             | 0                                                                             | 1        |
|                                                                               |                                                                               |                                                                               |                                                                               |                                                                               |          |
| 6.                                                                            | Olaszország (ITA)                                                             | 0                                                                             | 0                                                                             | 1                                                                             | 1        |
|                                                                               |                                                                               |                                                                               |                                                                               |                                                                               |          |
| Összesen                                                                      | Összesen                                                                      | 8                                                                             | 8                                                                             | 8                                                                             | 24       |

## Érmesek
A rövidítések jelentése a következő:
- OR: olimpiai rekord

### Férfi
| A 2006. évi téli olimpiai játékok érmesei férfi rövidpályás gyorskorcsolyában |                                                                                    |             | |          |                                                                                        |          |
| Versenyszám                                                                   | Arany                                                                              | Arany       | Ezüst | Ezüst    | Bronz                                                                                  | Bronz    |
| 500 méter                                                                     | Apolo Anton Ohno · Egyesült Államok (USA)                                          | 41,935      | François-Louis Tremblay · Kanada (CAN)                                                                          | 42,002   | An Hjonszu · Dél-Korea (KOR)                                                           | 42,089   |
| 1000 méter                                                                    | An Hjonszu · Dél-Korea (KOR)                                                       | 1:26,739 OR | I Hoszok · Dél-Korea (KOR)                                                                                      | 1:26,764 | Apolo Anton Ohno · Egyesült Államok (USA)                                              | 1:26,927 |
| 1500 méter                                                                    | An Hjonszu · Dél-Korea (KOR)                                                       | 2:25,341    | I Hoszok · Dél-Korea (KOR)                                                                                      | 2:25,600 | Li Csia-csün · Kína (CHN)                                                              | 2:26,005 |
| 5000 méteres váltó                                                            | Dél-Korea (KOR) · An Hjonszu · I Hoszok · O Szedzsong* · Szo Hodzsin · Szong Szogu | 6:43,376 OR | Kanada (CAN) · Eric Bédard · Jonathan Guilmette* · Charles Hamelin · François-Louis Tremblay · Mathieu Turcotte | 6:43,707 | Egyesült Államok (USA) · Alex Izykowski · J. P. Kepka · Apolo Anton Ohno · Rusty Smith | 6:47,990 |

* A versenyző az elődöntőben szerepelt, a döntőben nem.

### Női
| A 2006. évi téli olimpiai játékok érmesei női rövidpályás gyorskorcsolyában |                                                                                         |          | |          |                                                                              |          |
| Versenyszám                                                                 | Arany                                                                                   | Arany    | Ezüst                                                                                                  | Ezüst    | Bronz                                                                        | Bronz    |
| 500 méter                                                                   | Vang Meng · Kína (CHN)                                                                  | 44,345   | Evgenija Radanova · Bulgária (BUL)                                                                     | 44,374   | Anouk Leblanc-Boucher · Kanada (CAN)                                         | 44,759   |
| 1000 méter                                                                  | Csin Szonju · Dél-Korea (KOR)                                                           | 1:32,859 | Vang Meng · Kína (CHN)                                                                                 | 1:33,079 | Jang Jang (A) · Kína (CHN)                                                   | 1:33,937 |
| 1500 méter                                                                  | Csin Szonju · Dél-Korea (KOR)                                                           | 2:23,494 | Cshö Ungjong · Dél-Korea (KOR)                                                                         | 2:24,069 | Vang Meng · Kína (CHN)                                                       | 2:24,469 |
| 3000 méteres váltó                                                          | Dél-Korea (KOR) · Cshö Ungjong · Csin Szonju · Cson Tahje · Pjon Cshonsza · Kang Junmi* | 4:17,040 | Kanada (CAN) · Alanna Kraus · Anouk Leblanc-Boucher · Amanda Overland* · Kalyna Roberge · Tania Vicent | 4:17,336 | Olaszország (ITA) · Arianna Fontana · Marta Capurso · Katia Zini · Mara Zini | 6:47,990 |

* A versenyző az elődöntőben szerepelt, a döntőben nem.

## Magyar szereplés
Férfi
| Versenyző    | Versenyszám | Helyezés |
| ------------ | ----------- | -------- |
| Darázs Péter | 500 m       | 10.      |
| Darázs Péter | 1000 m      | 12.      |
| Darázs Péter | 1500 m      | 11.      |
| Knoch Viktor | 1500 m      | 5.       |

Női
| Versenyző    | Versenyszám | Helyezés |
| ------------ | ----------- | -------- |
| Darázs Rózsa | 500 m       | 22.      |
| Darázs Rózsa | 1000 m      | 21.      |
| Darázs Rózsa | 1500 m      | 20.      |
| Huszár Erika | 500 m       | 13.      |
| Huszár Erika | 1000 m      | 11.      |
| Huszár Erika | 1500 m      | 4.       |